# 薩伏依的艾蕾諾拉
薩伏依的艾蕾諾拉（義大利語：Eleonora Maria Teresa di Savoia，1728年2月28日—1781年8月14日），薩丁尼亞國王卡洛·埃曼努埃萊三世的長女。